# Polymastia dendyi
Polymastia dendyi är en svampdjursart som beskrevs av Thomas Whitelegge 1897. Polymastia dendyi ingår i släktet Polymastia och familjen Polymastiidae.
Artens utbredningsområde är havet kring Tuvalu. Inga underarter finns listade i Catalogue of Life.